# Yonabaru
Yonabaru (与那原町, Yonabaru-chō) est un bourg du district de Shimajiri, situé dans la préfecture d'Okinawa, au Japon. Son nom okinawaïen est Yunabaru.

## Géographie

### Situation
Yonabaru est situé sur la côte orientale du sud de l'île d'Okinawa, au Japon.

### Démographie
Au 30 avril 2025, la population de Yonabaru s'élevait à 19 795 habitants répartis sur une superficie de 5,18 km2.

## Patrimoine culturel et naturel
Le bourg de Yonabaru compte soixante-trois éléments désignés ou enregistrés comme patrimoine matériel culturel ou naturel, au niveau national, préfectoral ou municipal dont la plupart apparaissent sur les listes municipales sans mention du type d’enregistrement.
- Nom (japonais) (type d’enregistrement)

### Patrimoine matériel
- Jardin Kuran-nā (クラン庭?)
- Mémorial de la paix de Morishita (森下 平和之塔?)
- Mémorial des jeunes cerisiers (Mémorial pour les victimes de la guerre de l’armée japonaise) (若桜の塔?)
- Mémorial pour les victimes de la guerre d’Itarashiki (板良敷 慰霊塔?)
- Mémorial pour les victimes de la guerre de Morishita (森下 慰霊塔?)
- Sanshin de type Makabi comportant l’inscription « Nishihira » (三線真壁型銘西平?) (Préfectoral)
- Tombe su seigneur de Tāta (Tāta Aji) (多和田按司墓?)

### Patrimoine ethnologique
- Autel du dieu du feu Hi-nu-kan d’Ueyonabaru (上与那原 火の神?)
- Lion de feu d’Ueyonabaru (上与那原 火の獅子?)
- Lion de pierre 1 de Mījima (新島 石獅子①?)
- Lion de pierre 1 de Nakashima (中島 石獅子①?)
- Lion de pierre 2 de Mījima (新島 石獅子②?)
- Lion de pierre 2 de Nakashima (中島 石獅子②?)
- Lion de pierre 3 de Nakashima (中島 石獅子③?)
- Lion de pierre d’Ōmitake (大見武の石獅子?)
- Lion de pierre nord d’Itarashiki (板良敷 北の石獅子?)
- Puits à Ueyonabaru (上与那原 井戸?)
- Puits Ōmitake / Puits Ufunchiyaki (大見武 井戸?)
- Rocher Tomari à Itarashiki (板良敷 泊岩?)
- (Site de la) source Iri-nu-kā d’Itarashiki (板良敷 西之井 (跡)?)
- (Site du) bâtiment du palanquin funéraire de Tōsoe (当添 ガン屋 (跡)?)
- Site rituel Achiri Yūnushi (阿知利世主?)
- Site rituel Agarina Ufusu (東名大主?)
- Site rituel de la résidence Miyā à Itarashiki (板良敷 新屋?)
- Site rituel de la source Nūru-gā (祝女井?)
- Site rituel de la source Ushita-kā (ウシタ井?)
- Site rituel des rochers Hōmishizā (ホーミシザー?)
- Site rituel du rocher Kumukujii (久茂久岩?) (Municipal)
- Site rituel Eguchi Uganju (江口拝所?)
- Site rituel Ibi-nu-mē d’Itarashiki (板良敷 イビ之前?)
- Site rituel Ijina Tun (イジナ殿?)
- Site rituel Kubadō (久場塘?)
- Site rituel Noro Dunchi (祝女殿内?)
- Site rituel Noro Tun d’Itarashiki (板良敷 ノロ殿?)
- Site rituel Sou-nu-mashi (宗之増?)
- Site rituel Takikura Tun (タキクラ殿?)
- Site rituel Uchibarushii d’Itarashiki (板良敷 内原子?)
- Site rituel Udun'yama de Yōbaru (与原 御殿山?) (Municipal)
- Site rituel Ueyonabaru Tun (上与那原 殿?)
- Site rituel Uii-nu-tun de Morishita (森下 上之殿?)
- Site rituel Ujōro (ウジョー口?)
- Site rituel Ūshi-nu-mē (ウーシヌ前?)
- Site rituel Yonamine Tun (与那嶺殿?)
- Site sacré de Kufadō  (久葉堂?) (Municipal)
- Site sacré de Michindaki (三津武嶽?) (Municipal)
- Site sacré de Naka-no-utaki à Tōsoe (当添 中の御嶽?)
- Site sacré Utaki / Yamagwā (御嶽・山グヮー?)
- Source Achiri-gā (阿知利ガー?)
- Source Fukashiku-kā (フカシク井?)
- Source Hirata-kā (平田井?)
- Source Kuruhiji-kā d’Itarashiki (板良敷 クルヒジ井?)
- Source Mē-nu-kā d’Ueyonabaru (上与那原 前の井?) (Municipal)
- Source Mī-ga (新井?)
- Source Nāka-nu-kā d’Ōmitake (大見武 ナーカヌカー?)
- Source Shicha-nu-kā de Tōsoe (当添 下の井?)
- Source Tomushi-kā d’Itarashiki (板良敷トムシ井?)
- Source Uē-gā (親川?) (Municipal)
- Source Uii-nu-kā de Tōsoe (当添 上ヌ井?)
- Source Uii-nu-kā d’Itarashiki (板良敷 上之井?)
- Source Uii-nu-kā d’Ueyonabaru (上与那原 上ヌ井?)
- Temple Ryūgū d’Usachi (ウサチ龍宮神?)

### Sites historiques
- Site de la gare de Yonabaru des Chemins de fer de la préfecture d’Okinawa (沖縄県鉄道与那原駅跡?) (National)

### Monuments naturels
- Kohu de montagne (Bischofia javanica) géant du site sacré de Kufadō (沖縄県鉄道与那原駅跡?) (Municipal)